# Scotognapha medano
Espèce
Scotognapha medano est une espèce d'araignées aranéomorphes de la famille des Gnaphosidae.

## Distribution
Cette espèce est endémique des îles Canaries. Elle se rencontre à Tenerife, à Lanzarote et à El Hierro.

## Description
Le mâle holotype mesure 6,85 mm et la femelle paratype 7,88 mm.

## Étymologie
Son nom d'espèce lui a été donné en référence au lieu de sa découverte, El Médano.

## Publication originale
- Platnick, Ovtsharenko & Murphy, 2001 : A review of the ground spider genus Scotognapha (Araneae, Gnaphosidae), and its radiation on the Canary and Salvage Islands. American Museum novitates, no 3338, p. 1-22 (texte intégral).